# 橋姫神社
橋姫神社（はしひめじんじゃ）は、京都府宇治市にある神社である。宇治橋を守るとされる。

## 祭神
瀬織津媛または橋姫

## 歴史
646年（大化2年）宇治橋を架けられた際に、上流の櫻谷（桜谷）と呼ばれた地に祀られていた瀬織津媛を祀ったのが始まりとある。当初は橋の守護と管理を任されていた放生院常光寺（通称「橋寺」）敷地内で橋の中ほどに張り出して造営された「三の間」に祀られたが、その後宇治橋の西詰に祀られていた。1870年（明治3年）の洪水による流出後、1906年（明治39年）10月現在の場所に移された。

## 境内
- 式内 橋姫社 橋姫または瀬織津媛
- 摂社 住吉社 住吉明神

## 交通アクセス
京阪電車「宇治駅」より徒歩10分